# Tây Đô (xã)
Tây Đô là một xã thuộc tỉnh Thanh Hóa, Việt Nam.
Được thành lập ngày 16 tháng 6 năm 2025 theo Nghị quyết số 1686/NQ-UBTVQH15 của Ủy ban Thường vụ Quốc hội trên cơ sở toàn bộ diện tích tự nhiên và quy mô dân số của các xã Vĩnh Quang, Vĩnh Yên, Vĩnh Tiến, Vĩnh Long thuộc huyện Vĩnh Lộc, xã Tây Đô chính thức hoạt động từ ngày 1 tháng 7 cùng năm.
Xã Tây Đô có diện tích tự nhiên 35,36 km², quy mô dân số năm 2024 là 27.440 người, mật độ dân số đạt 776 người/km².